# 世界体育竞赛列表
世界体育竞赛列表列表世界上各类体育运动的国际性赛事，也列表部分知名度较高的本土聯賽，按照体育运动的分类排列。

## 球类

### 足球
全球性
- 国际足联世界杯（FIFA World Cup）
- 国际足联女子世界杯（FIFA Women's World Cup）
- （FIFA Confederations Cup）（己停辦）
- 国际足联沙滩足球世界杯（FIFA Beach Soccer World Cup）
- 世界青年足球锦标赛（FIFA U-20 World Cup）
- 世界女子青年足球锦标赛（FIFA U-20 Women's World Championship）
- 世界少年足球錦標賽（FIFA U-17 World Cup）
- 女子世界盃足球賽（FIFA U-17 Women's World Cup）
- 豐田杯足球賽（己停辦）
- 世界冠軍球會盃（FIFA Club World Cup）
- 露宿者世界盃（Homeless World Cup）

- 各洲赛事
  - 欧洲
    - 欧洲足球锦标赛（UEFA European Championship）
    - 欧洲冠军联赛（UEFA Champions League）
    - 欧洲联赛（UEFA Europa League）
    - 欧洲协会联赛（UEFA Conference League）
    - 欧洲优胜者杯（UEFA Cup Winners' Cup，己停辦）
    - 歐洲超級盃（UEFA European Super Cup）
    - 欧洲足联国际托托杯(UEFA Intertoto Cup，已停辦)

  - 美洲
    - 美洲國家盃（Copa América）
    - 南美解放者杯（Copa Libertadores）
    - 美洲金盃

  - 亚洲
    - 亞足聯冠軍精英聯賽（AFC Champions League Elite）
    - 亞足聯冠軍聯賽二級聯賽（AFC Champions League Two）
    - 亚洲杯（Asian Cup）
    - 東亞足球錦標賽（EAFF E-1 Football Championship）

  - 非洲
    - 非洲杯（African Cup of Nations）
    - 非洲足球冠军联赛（CAF Champions League）

各国联赛
- 欧洲
  - 西班牙足球甲级联赛
  - 意大利足球甲级联赛
  - 英格兰足球超级联赛
  - 德国足球甲级联赛
  - 法国足球甲级联赛
  - 荷兰足球甲级联赛
  - 葡萄牙超級足球聯賽
  - 希臘足球甲級聯賽
  - 俄罗斯足球超级联赛
  - 乌克兰足球超级联赛
  - 苏格兰足球超级联赛
  - 瑞典足球超级联赛
  - 丹麥足球超級聯賽
  - 比利時足球甲級聯賽
  - 瑞士足球超级联赛
  - 芬蘭足球超級聯賽

- 美洲
  - 巴西足球甲級聯賽
  - 阿根廷足球甲级联赛
  - 美國職業足球大聯盟

- 亚洲
  - 中国足球超级联赛
  - 香港超級聯賽
  - 日本職業足球聯賽
  - 韩国足球联赛
  - 沙特职业足球联赛
  - 伊朗足球甲級聯賽
  - 新加坡職業足球联赛

### 篮球
- 国际赛事
  - 世界篮球锦标赛
  - 欧洲篮球锦标赛
  - 亞洲籃球錦標賽

- 各地联赛
  - NBA
  - 中国篮球职业联赛
  - 香港籃球聯賽
  - 台灣超級籃球聯賽
  - 台灣女子超級籃球聯賽
  - 全国篮球职业联赛
- 欧洲联赛
  - 欧洲篮球冠军联赛
  - 意大利篮球甲级联赛
  - 西班牙篮球甲级联赛
  - VTB大陆篮球联赛

### 排球

#### 全球赛事
- 奥运会排球赛
- 世界杯排球赛
- 世界排球锦标赛
- 世界排球大奖赛
- 世界排球联赛
- 世界女排大獎賽
- 世界青年排球锦标赛

#### 各国联赛
- 中國排球聯賽

### 网球
- 大滿貫賽事
  - 澳大利亚网球公开赛
  - 法国网球公开赛
  - 美国网球公开赛
- ATP巡回赛及挑战赛
  - ATP年终总决赛
  - ATP1000大師賽
  - ATP500巡迴賽
    - 中国网球公开赛

  - ATP250巡迴賽
  - ATP挑戰賽
- ITF男子巡迴賽
- 奧運網球賽事
- 职业网球锦标赛

### 棒球
- 全球賽事
  - 世界棒球錦標賽
  - 世界棒球經典賽
- 各洲賽事
  - 亞洲棒球錦標賽
  - 亞洲職棒大賽
  - 加勒比海大賽
- 各地聯賽
  - 美國職棒大聯盟
  - 日本職棒
  - 韓國職棒
  - 中華職業棒球聯盟
  - 墨西哥職棒聯盟
  - 中國棒球聯賽
  - 古巴棒球聯賽

### 乒乓球

#### 全球賽事
- 世界乒乓球锦标赛
- 奧運會乒乓球賽
- 世界盃乒乓球賽

#### 各国联赛
- 中國乒乓球超級聯賽

### 羽毛球
- 汤姆斯杯
- 尤伯杯
- 苏迪曼杯
- 世界羽毛球锦标赛

### 高尔夫球
- 美国高尔夫大师赛（又译作“名人赛”、“精英赛”）
- 美国高尔夫公开赛
- PGA高尔夫锦标赛
- 英国高尔夫公开赛
- PGA巡回赛
- PGA欧洲巡回赛
- 日本高尔夫巡回赛
- 世界高尔夫球锦标赛
- 中国女子职业高尔夫球巡回赛 (China LPGA Tour)

### 橄欖球
- 国家橄榄球联盟

### 冰球
- 國家冰球聯盟
- 大陆冰球联赛

## 田径
- 夏季奥运会田径赛
- 世界田径锦标赛
- 田径黃金聯賽（2009年為最後一屆賽事）
- 国际田联钻石联赛
- 世界室内田径锦标赛
- 世界青年田径锦标赛
- 亚洲田径锦标赛

## 游泳
- 世界游泳錦標賽
- 世界盃游泳賽
- 世界盃短池游泳賽

## 赛车

### 方程式赛车
- 一级方程式
- 电动方程式
- 印第賽車系列賽
- 國際汽聯二級方程式錦標賽
- 歐洲方程式錦標賽

### 摩托车赛
- 世界摩托车锦标赛
- 世界超级摩托车锦标赛

### 跑车赛
- 世界耐力锦标赛
- 勒芒24小时耐力赛
- 國際賽車運動協會跑車錦標賽
- 歐洲勒芒系列賽（英语：European Le Mans Series）
- 亞洲勒芒系列賽（英语：Asian Le Mans Series）

### 拉力赛
- 世界拉力錦標賽
- 欧洲拉力锦标赛（英语：European Rally Championship）
- 达喀尔拉力赛

### 房车赛
- 世界房車盃
- 英国房车锦标赛（英语：British Touring Car Championship）
- 德国房车大师赛

### 其它
- NASCAR盃系列賽
- NASCARXfinity系列賽（英语：Xfinity Series）

## 自行车
- 环法自行车赛
- 环意自行车赛
- 环西自行车赛

## 棋牌

### 围棋
现存的主要世界围棋大赛：
| 届 | 杯名         | 全称                           | 主办贊助商                                  | 冠军奖金     |
| -- | ------------ | ------------------------------ | ------------------------------------------- | ------------ |
| 9  | 应氏杯       | 应氏杯世界围棋锦标赛           | 应昌期围棋教育基金会                        | 40万美元     |
| 25 | LG杯         | LG杯世界围棋棋王战             | LG集團、朝鲜日报社                          | 3亿韩元      |
| 25 | 三星杯       | 三星车险杯世界围棋大师赛       | 三星火灾海上保险                            | 3亿韩元      |
| 13 | 春兰杯       | 春兰杯世界围棋锦标赛           | 江苏春兰集团                                | 15万美元     |
| 3  | 百灵杯       | 百灵杯世界围棋公开赛           | 贵州百灵企业集团                            | 180万人民币  |
| 3  | 梦百合杯     | 梦百合杯世界围棋公开赛         | 梦百合                                      | 180万人民币  |
| 1  | 新奥杯       | 新奥杯世界围棋公开赛           | 新奥集团                                    | 220万人民币  |
| 1  | 天府杯       | 天府杯世界圍棋職業錦標賽       | 四川天府新區                                | ~200万人民币 |
| 30 | 亚洲杯       | 亚洲杯电视快棋赛               | CCTV NHK KBS                                | 250万日元    |
| 22 | 农心杯       | 农心辛拉面杯三国围棋擂台赛     | 农心食品                                    | 5亿韩元      |
| 9  | 穹窿山兵圣杯 | 穹窿山兵圣杯世界女子围棋锦标赛 | 苏州市穹窿山旅游区                          | 25万人民币   |
| 8  | 黄龙士双登杯 | 黄龙士双登杯三国女子围棋擂台赛 | 江苏双登集团公司 江苏太平洋精密锻造有限公司 | 45万元人民币 |
| 6  | 华顶茶业杯   | 天台山世界女子围棋团体锦标赛   | 天台华顶茶业公司                            | 30万元人民币 |
| 2  | 男子团体     | 国际智力运动联盟智力运动精英赛 | 国际智力运动联盟                            | 3.5万美元    |
| 2  | 女子团体     | 国际智力运动联盟智力运动精英赛 | 国际智力运动联盟                            | 2万美元      |
| 2  | 男子个人     | 国际智力运动联盟智力运动精英赛 | 国际智力运动联盟                            | 1.5万美元    |
| 2  | 女子个人     | 国际智力运动联盟智力运动精英赛 | 国际智力运动联盟                            | 1.2万美元    |
| 2  | 混合双人     | 国际智力运动联盟智力运动精英赛 | 国际智力运动联盟                            | 2万美元      |

## 其他
- NHL